# The Cincinnati Enquirer
The Cincinnati Enquirer è un quotidiano statunitense fondato nel 1841 a Cincinnati, nello stato dell'Ohio. È diffuso principalmente nell'area metropolitana di Cincinnati e nel nord del Kentucky. Tradizionalmente di orientamento conservatore e vicino al Partito Repubblicano, in occasione delle elezioni del 2016 si è schierato a favore del candidato democratico Hillary Clinton.

## Storia
Il primo numero dell'Enquirer uscì il 10 aprile 1841.
Nel 2018 è stato insignito del Premio Pulitzer per il miglior giornalismo locale.